# Sebastiano (mestre dos soldados)
Sebastiano (em latim: Sebastianus; morreu antes de 445 ou 450) foi um general do Império Romano do Ocidente, genro de Bonifácio, conde da África. Sebastiano tomou o cargo de seu sogro que tinha vencido Flávio Aécio na Batalha de Ravena de 432. 

## Biografia
A Batalha de Ravena (432) BAécio fugiu para Roma, depois pela Dalmácia e Panônia, alcançou os Hunos, seus amigos (tinha sido seu refém em criança). Quando em 433, Aécio entrou na Itália com um grande exército huno, Sebastião foi deposto e fugiu para Constantinopla, onde obteve apoio de importantes membros da corte oriental.
Em 444, depois de várias conspirações, foi forçado a fugir até à corte de Teodorico I rei visigodo, e daí até Barcelona. Declarado inimigo público pelos romanos, fugiu da Espanha para África, onde foi bem recebido pelo rei vândalo Genserico, que a princípio manteve Sebastião como conselheiro, mas depois o condenou à morte (c. 450). Uma sequência diferente coloca a sua saída de Constantinopla em 435, a sua chegada a África em 440 e a sua morte antes de 445.

## Sebastiano (de Lisboa)
Há diversos autores portugueses que mencionam um general Sebastiano, no mesmo período de Valentiniano III, não sendo claro se referem este ou outro general Sebastiano.
Pinho Leal, a propósito de Lisboa, refere-se a um general romano «Sebastião» nos seguintes termos
«Em 427, o general romano Sebastião, ajudado pelos lusitanos, tira Lisboa do poder dos alanos e suevos, à força de armas; mas, querendo aclamar-se rei, o povo o assassina, e os alanos e suevos recobram o perdido, e Lisboa torna a cair em seu poder.»
Bernardo de Brito conta história semelhante, no Capítulo VI, Livro Sexto, na Segunda Parte da Monarchia Lusytana mas não menciona datas. Coloca os eventos depois da passagem dos vândalos a África (429), e cita essencialmente o cronista Blondo. Diz que Genserico andava a atacar a Sicília, quando o imperador teria ordenado a Sebastiano de atacar os vândalos em África:
«(...) [Genserico] ouvindo o rumor desta armada, e preparações de gente que se faziam na Lusitânia, abriu mão de tudo, e se tornou a segurar as terras africanas, sem o capitão Sebastiano (a que Blondo chama Conde) fazer efeito digno de ponderação; antes diz Paulo Diacono com uma brevidade confusa, dá a entender que não fez jornada, por se mostrar amigo do vândalo, e o ter propício para os intentos que já trazia: porque vendo as muitas guerras em que ardia o império, e a facilidade com que os tiranos saíam com o domínio das províncias que ocupavam, quis deixado o nome de libertador, tomar o de tirano e levantar-se com a parte que ganhara na Lusitânia, e com as mais terras que o império tinha em Espanha. E Blondo, explicando mais o modo de sua rebelião, diz que fez as pazes com os godos e vândalos, crendo que com a sua amizade tomava o passo aos socorros de Roma, e lhe ficava seguro o senhorio da Lusitânia, onde tomou o nome e insígnias do Império; mas faltando-lhe os confederados com sua promessa, como ele faltara ao verdadeiro imperador, com a lealdade e fé devida, lhe tiraram a vida e cuidados de sustentar a tirania, e posto que as terras que tinha na Lusitânia ficassem em poder dos Romanos, os Suevos e Alanos as tornaram a cobrar pouco tempo depois, com mais facilidade do que as perderam.»
Luís Marinho de Azevedo, sobre as fundações da cidade de Lisboa, também faz menção ao episódio, dizendo:
«Vendo-se o Conde Sebastiano poderoso com as retiradas, que Alanos e Suevos tinham feito, aspirou a tiranizar o Império, para o que fez as pazes com Godos e Vândalos, procurando tê-los propícios para qualquer sucesso, mas eles lhe tiraram pouco depois a vida, em pago de sua traição»